# گلادیاتور (فیلم ۱۹۹۲)
گلادیاتور (انگلیسی: Gladiator) یک فیلم سینمایی آمریکایی در ژانر درام و فیلم ورزشی محصول سال ۱۹۹۲ میلادی به کارگردانی رودی هرینگتون است.

## بازیگران
- کوبا گودینگ جونیور
- جیمز مارشال
- برایان دنهی
- رابرت لوگیا
- کارا بوینو
- جاون سدا